# Omer Vrioni
Omer Vrioni, (in greco Ομέρ Βρυώνης?, Omer Vryonis), (Ullinjas, ... – post 1829), è stato un politico e militare albanese, distintosi durante lo scontro tra Napoleone Bonaparte e l'impero ottomano in Egitto (v. Campagna d'Egitto). Servì come tesoriere il connazionale Alì Pascià di Tepeleni nel suo tentativo di emancipazione dall'Impero di uno stato greco-albanese autonomo, salvo poi tradirlo per tornare al servizio della Sublime porta. Combatté per il sultano Mahmud II nella guerra d'indipendenza greca, distinguendosi nell'assedio di Missolungi e poi nella guerra russo-turca (1828-1829).

## Biografia
Omer era membro di una famiglia di potentati albanesi toschi i cui domini erano localizzati intorno al villaggio di Ullinjas (allora "Vrioni"), vicino Berat. Si distinse come militare in Egitto, durante gli scontri tra Napoleone Bonaparte e le locali forze ottomane locali. Restò nel paese sino alla presa di potere di Mehmet Ali, momento in cui tornò in Albania ed entrò al servizio di Alì Pascià di Tepeleni in qualità di tesoriere.
Nel 1820 Ali Pascià si schierò apertamente contro il sultano. Vrioni venne incaricato di bloccare l'armata imperiale al comando di Ismael Pascià tra i passi montani del Pindo. All'approssimarsi del nemico, preferì però trovare un abboccamento: incontrò a Metsovo Ismael Pascià e tradì Tepeleni in cambio della nomina a pascià di Berat.
Passato al comando di Hursid Pascià, subentrato ad Ismael Pascià nel comando delle forze imperiali impegnate ad assediare Giannina per piegare l'ultima resistenza di Ali Pascià, Vrioni venne inviato in Grecia per sedare la guerra d'indipendenza greca da poco divampata.
Omer Vrioni affrontò un esercito d'insorti greci nella battaglia delle Termopili (1821), sbaragliandoli e facendo impalare il loro capo, Athanasios Diakos. Venne però messo in scacco nella battaglia del khan di Gravia da un manipolo di ribelli al comando di Odysseas Androutsos, a suo tempo compagno d'armi agli ordini di Tepeleni.
Nell'autunno del 1822, Vrioni unì le sue forze a quelle di Reshid Mehmed Pascià per conquistare la città ribelle di Missolungi (v. Primo assedio di Missolungi). Entro il 25 ottobre l'armata ottomana, in enorme superiorità numerica, era pronta a schiacciare gli insorti. Vrioni, a questo punto, risolse di aprire i negoziati con i ribelli, intenzionato a prendere quell'importante centro strategico preservandone l'integrità a vantaggio di future operazioni ottomane. Nonostante le proteste di Yussuf Pascià e Reshid Mehmed Pascià, Omer incontrò in più occasioni i delegati ribelli che, per parte loro, ne approfittarono per guadagnare tempo mentre attendevano rinforzi dal mare. Soccorsi pervennero ai greci l'8 novembre. Omer e Reshid Mehmed attaccarono il 24 dicembre, fidando di prendere gli insorti di sorpresa, durante le celebrazioni natalizie, ma il loro piano venne svelato e l'assalto fallì. Sei giorni dopo, le armate ottomane si ritirarono.
Caduto in disgrazia dopo i fatti di Missolungi ed ormai in aperto contrasto con Reshid Mehmed Pascià, Vrioni venne ricollocato dalla Porta al comando delle forze ottomane in Macedonia (1824).
Durante la guerra russo-turca (1828-1829) guidò un'armata di 20000 uomini contro le forze dello zar Nicola I di Russia impegnate ad assediare Varna, ma non riuscì a farle retrocedere.